# Dr. Bob S.
Robert Holbrook Smith (EUA, 8 de agosto de 1879-16 de novembro de 1950), mais conhecido como Dr. Bob ou Dr. Bob S. - nome pelo qual ficou conhecido no mundo inteiro - foi um médico cirurgião e cofundador do grupo de autoajuda Alcoólicos Anônimos juntamente com Bill Wilson, também conhecido como Bill W.

## Biografia

Dr. Bob em foto tirada por volta de 1950

### Origens
Criado em Vermont, desde cedo teve problemas com o alcoolismo, mas ainda assim, frequentou o Dartmouth College e conseguiu graduar-se em medicina em 1902 com pós-graduação no Rush Medical College. Era casado com Anne Ripley Smith e tinham dois filhos. O seu alcoolismo piorava a cada dia até o ponto no qual não tinha mais condições de clinicar e ser considerado um caso irrecuperável.

### Encontro com Bill W. e surgimento do AA
Em 10 de junho de 1935, por insistência de uma amiga, Smith concordou em falar com um certo Bill Wilson, que desejava muito conversar com um alcoólico, mas disse que só poderia ficar 15 minutos. Porém, a conversa se estendeu por  horas a fio e ambos conseguiram juntar forças para abandonar para sempre a bebida. Esse encontro é considerado a primeira reunião do AA. Smith não só se recuperou de seu alcoolismo como também teve o seu despertar espiritual - tal qual Wilson no ano anterior - e retornou à sua antiga profissão. Junto com Bill, criou e estabelece o Programa de 12 passos. 
Bill costumava dizer que o Dr. Bob era "o amigo com quem nunca havia discutido" e se referia a esse amigo como o "Príncipe dos 12 passos" por ter ajudado voluntariamente mais de 5000 alcoólicos.

### Falecimento
O Dr. Bob S. faleceu em 16 de novembro de 1950 devido a um câncer de cólon.

## Bill W. and Dr. Bob
Em 1995, foi criada a peça teatral Bill W. and Dr. Bob, baseada nas vidas dos fundadores de AA e suas esposas. Os autores da peça são os teatrólogos Stephen Bergman e Janet Surrey e foi produzida por Bradford S. Lovette, Dr. Michael Weinberg, Judith Weinberg e The New Repertory Theatre. Os intérpretes são os atores Robert Krakovski (Bill W.) e Patrick Husted (Dr. Bob) e as atrizes Rachel Harker (Lois Wilson) e Kathleen Doyle (Anne Smith).
A peça teve sua primeira produção Off-Broadway em 2007 e retornou aos palcos em 2011.

### Prêmios
A peça conquistou os seguintes prêmios
- 2010:Top Theatre Stories in Cleveland - Cleveland Plain Dealer

- 2010: Best Play Award - Regional British Columbia Drama Festival

- 2007: National Performing Arts Award - National Council on Alcohol

- 1995: One of the best plays of the year — San Diego Union Tribune

- 1995: Robert Wood Johnson Foundation Award para Samuel Shem, Harvard Medical School Division on Addictions